# Reorganizace (úpadkové řízení)
Reorganizace je sanační způsob řešení úpadku nebo hrozícího úpadku, v němž jsou zjištěné pohledávky věřitelů uspokojeny postupně z výnosů nadále provozovaného obchodního závodu úpadce. V České republice byla zavedena poprvé insolvenčním zákonem od 1. ledna 2008. Jelikož nebylo možné navázat na předchozí legislativní úpravu ani na judikaturu, vycházela úprava reorganizace z amerického Bankruptcy Law z roku 1978, modifikovaného podle evropské úpravy (zejména německé a rakouské).

## Přípustnost reorganizace
Reorganizací lze řešit úpadek nebo hrozící úpadek dlužníka, který je podnikatelem a jehož podniku se reorganizace týká, jestliže celkový obrat dlužníka dosáhl částku alespoň padesát milionů Kč, nebo zaměstnává-li dlužník nejméně padesát zaměstnanců v pracovním poměru. Není relevantní, zda se jedná o osobu právnickou nebo fyzickou.
Pokud byl reorganizační plán schválen alespoň polovinou všech zajištěných věřitelů a polovinou všech nezajištěných věřitelů, omezení podle obratu a počtu zaměstnanců se nepoužijí.
Reorganizace však není přípustná, pokud je dlužník právnická osoba v likvidaci nebo je obchodník s cennými papíry nebo osoba oprávněná k obchodování na komoditní burze.

## Návrh na povolení reorganizace
Dlužník, jenž podal insolvenční návrh pro hrozící úpadek, může podat návrh na povolení reorganizace nejpozději do rozhodnutí o úpadku. V ostatních případech lze návrh na povolení reorganizace podat nejpozději do deseti dnů před první schůzí věřitelů, která se má konat po rozhodnutí o úpadku.
Náležitosti návrhu upravuje insolvenční zákon v ustanovení § 319.

## Rozhodnutí o návrhu na povolení reorganizace

### Odmítnutí
Pokud byl návrh na povolení reorganizace podán opožděně, insolvenční soud ho odmítne. Proti takovému rozhodnutí soudu se může odvolat jen osoba, která opožděný návrh podala. Insolvenční soud také návrh na povolení reorganizace odmítne, pokud nedošlo navzdory k výzvě soudu k řádnému doplnění návrhu a pro tento nedostatek nelze v řízení pokračovat. Soud také návrh odmítne, pokud k němu nejsou přes výzvu insolvečního soudu připojeny zákonem požadované přílohy nebo tyto přílohy neobsahují zákonem stanovené náležitosti.

### Zamítnutí
Insolvenční soud zamítne návrh na povolení reorganizace, pokud je možné důvodně předpokládat, že je jím sledován nepoctivý záměr, nebo ho znovu podala osoba, o jejímž návrhu na povolení reorganizace bylo již dříve rozhodnuto, anebo který byl podán věřitelem, jestliže návrh neschválila schůze věřitelů.
Insolveční zákon napovídá, jaké situace mohou naznačovat nepoctivý záměr. Jedná se zejména o situaci, kdy ohledně dlužníka, jeho zákonného zástupce, statutárního orgánu nebo člena kolektivního statutárního orgánu v posledních pěti letech probíhalo insolvenční řízení nebo řízení řešící úpadek, a to v závislosti na výsledku takového řízení, nebo podle výpisu z rejstříku trestů v posledních pěti letech před zahájením insolvenčního řízení proběhlo trestní řízení, které skončilo pravomocným odsouzením pro trestný čin majetkové nebo hospodářské povahy.

### Přijetí
Pokud nedošlo ke zpětvzetí, odmítnutí nebo zamítnutí návrhu na povolení reorganizace, povolí insolvenční soud reorganizaci. Rozhodnutí o povolení reorganizace se doručuje dlužníku, navrhovateli, insolvenčnímu správci a věřitelskému výboru. Odvolání proti němu není přípustné.

## Reorganizační plán
Reorganizační plán, na jehož tvorbě se podílejí všechny procesní subjekty, má v rámci reorganizace zásadní význam. Reorganizační plán – základní dokument reorganizace – ruší původní pohledávky a věcná práva a nově vymezuje rozsah a obsah pohledávek za úpadcem, věcná práva k majetku v majetkové podstatě a stanoví opatření sledující ozdravení dlužníkova obchodního závodu a průběh reorganizace. V plánu je možné se odchýlit od insolvenčního zákona, pokud jde o uspokojení věřitelů včetně zajištěných věřitelů a věřitelů, kteří jsou společníci a členové dlužníka, o nakládání s majetkovou podstatou a o závazky dlužníka po skončení insolvenčního řízení.
Reorganizační plán schvaluje insolvenční soud. Soud plán schválí, pokud je v souladu s právními předpisy, pokud lze předpokládat, že jím není sledován nepoctivý záměr, jestliže ho přijala každá skupina věřitelů nebo se skupina věřitelů považuje za skupinu, která plán přijala, dále také pokud každý věřitel podle reorganizačního plánu získá plnění, jehož hodnota je stejná nebo vyšší než hodnota, kterou by obdržel, byl-li by úpadek řešen konkursem, nebo pokud pohledávky za majetkovou podstatou a pohledávky jim na roveň postavené byly uhrazeny nebo mají být podle reorganizačního plánu uhrazeny ihned poté, co se reorganizační plán stane účinným (nebylo-li dohodnuto jinak). Insolvenční soud může schválit reorganizační plán, i když nebyla splněna podmínka souhlasu všech věřitelů, pokud plán přijala alespoň jedna skupina věřitelů, s výjimkou skupiny věřitelů ve složení společníků a členů dlužníka. Nejsou-li splněny všechny podmínky pro schválení reorganizačního plánu, insolvenční soud jej zamítne. Proti rozhodnutí může podat odvolání dlužník, předkladatel plánu a věřitelé, jež hlasovali pro jeho přijetí. Osoba, jejíž reorganizační plán byl zamítnut, může plán podat znovu, jen neuplynula-li jí dosud lhůta k jeho předložení – tuto lhůtu může soud v odůvodněných případech prodloužit v rozhodnutí, kterým zamítá reorganizační plán.

## Provádění reorganizačního plánu
Průběh reorganizace nesmí být v rozporu s reorganizačním plánem, pokud nedošlo stanoveným způsobem k jeho změně. Reorganizaci lze provést zejména restrukturalizací pohledávek věřitelů (prominutí dluhů dlužníka nebo odklad jejich splatnosti), prodejem části nebo celé majetkové podstaty či prodejem dlužníkova podniku, vydáním dlužníkových aktiv věřitelům nebo jejich převodem na nově založenou právnickou osobu, v níž mají majetkovou účast věřitelé, fúzí dlužníka – právnické osoby s jinou osobou nebo převodem jmění na společníka (pokud to připouštějí předpisy o hospodářské soutěži), vydáním cenných papírů dlužníkem nebo novou právnickou osobou, ve které mají účast i věřitelé, zajištěním financování dlužníkova podniku nebo jeho části nebo změnou dokumentů upravujících vnitřní poměry dlužníka (např. zakladatelského dokumentu nebo stanov).

## Skončení reorganizace
Insolvenční soud zruší rozhodnutí o schválení reorganizačního plánu do šesti měsíců od jeho účinnosti, zjistí-li, že některému věřiteli byly poskytnuty zvláštní výhody. Insolvenční soud také zruší rozhodnutí o schválení reorganizačního plánu do tří let od jeho účinnosti, pokud byl dlužník, jeho statutární orgán nebo člen statutárního orgánu pravomocně odsouzen pro úmyslný trestný čin, kterým dosáhl schválení reorganizačního plánu nebo podstatně zkrátil věřitele. Rozhodne-li insolvenční soud o zrušení reorganizačního plánu, mohou věřitelé bez dalšího požadovat uspokojení pohledávek a jiných práv, která měli před jeho schválením. Insolvenční soud může rozhodnout o přeměně reorganizace v konkurs – to však nemůže, pokud byl reorganizační plán v podstatných bodech splněn. Rozhodnutím insolvenčního soudu o přeměně reorganizace v konkurs nastávají účinky spojené s prohlášením konkursu. Splnění reorganizačního plánu nebo jeho podstatných částí vezme insolvenční soud na vědomí rozhodnutím, kterým reorganizace končí. Proti tomuto rozhodnutí není odvolání přípustné.